# Angelo Mario Edoari Da Erba
Angelo Mario Edoari Da Erba (Parma, 1520 circa – Parma, post 1590) è stato uno storico italiano.